# هرمن بینگ
هرمن بینگ (آلمانی: Herman Bing؛ ۳۰ مارس ۱۸۸۹ – ۹ ژانویهٔ ۱۹۴۷) یک هنرپیشه اهل آلمان بود.

## فیلم‌شناسی
از فیلم‌ها یا برنامه‌های تلویزیونی که وی در آن نقش داشته‌است می‌توان به آثار زیر اشاره کرد.
- طلوع: آواز دو انسان (۱۹۲۷)
- ۴ ابلیس (۱۹۲۸)
- آنا کریستی (۱۹۳۰)
- گاردزمن (۱۹۳۱)
- افسون‌شده (۱۹۳۲)
- ازدواج آخر هفته (۱۹۳۲)
- قتل‌های خیابان مورگ (۱۹۳۲)
- نغمه‌های شهر بزرگ (۱۹۳۲)
- سه نفر با یک کبریت (۱۹۳۲)
- وداع با اسلحه (۱۹۳۲)
- جشن فوتلایت (۱۹۳۳)
- توئنتی‌اث سنچری (۱۹۳۴)
- یک شب عشق (۱۹۳۴)
- برادوی بیل (۱۹۳۴)
- جوانان مبارز (۱۹۳۵)
- آوای وحش (۱۹۳۵)
- رز ماری (۱۹۳۶)
- زیگفلد کبیر (۱۹۳۶)
- والس بزرگ (۱۹۳۸)
- دامبو (۱۹۴۱)
- شب و روز (۱۹۴۶)